# لیک آربر (مریلند)
لیک آربر (به انگلیسی: Lake Arbor) شهری در ایالت مریلند کشور ایالات متحده آمریکا است که جمعیت آن در سرشماری سال ۲۰۱۰ میلادی، ۹٬۷۷۶ نفر بوده‌است.